# Albert Gaudry
Jean Albert Gaudry (Saint-Germain-en-Laye, 16 settembre 1827 – Parigi, 27 novembre 1908) è stato un geologo e paleontologo francese.

## Biografia
Ha studiato a Parigi, presso un collegio cattolico, dove, tra il 1846 e il 1848, si è diplomato prima in lettere, poi in scienze. Nel 1850 si è laureato in scienze naturali alla Sorbona, mentre due anni più tardi si è specializzato con due diverse tesi, una sull'origine delle selci di gesso, l'altra sulle parti solide delle stelleridi (classe afferente agli Echinodermata). Dal 1853 al 1860 ha compiuto una serie di esplorazioni scientifiche, visitando l'isola di Cipro (alle cui caratteristiche geologiche avrebbe dedicato una memoria a stampa nel 1863), la Siria e la Grecia. Nella culla del classicismo ha potuto studiare i cospicui depositi di fossili di Pikermi, nell'Attica Orientale, rinvenendo numerosi elementi faunistici, prevalentemente del periodo miocenico e della classe Mammalia.
Al rientro, ha lavorato al Jardin des Plantes, principale orto botanico di Francia, e nel 1856 si è sposato con Isabelle Hittorff, la figlia dell'architetto franco-germanico Jacques Ignace Hittorff. Dal 1872, succedendo ad Alcide d'Orbigny, che aveva conosciuto a Cipro, è diventato professore di paleontologia al museo di storia naturale francese, incarico che manterrà sino al 1901.
Oltre a quelli attici, il paleontologo francese ha illustrato anche i fossili vertebrati dei periodi Permiano e Quaternario. Gli esiti generali delle sue ricerche sono stati condensati, nel 1896, nel Saggio di paleontologia filosofica (in francese Essai de paléontologie philosophique), con il quale ha sostenuto la teoria dell'evoluzionismo, pur differenziandosi dal pensiero di Charles Darwin.

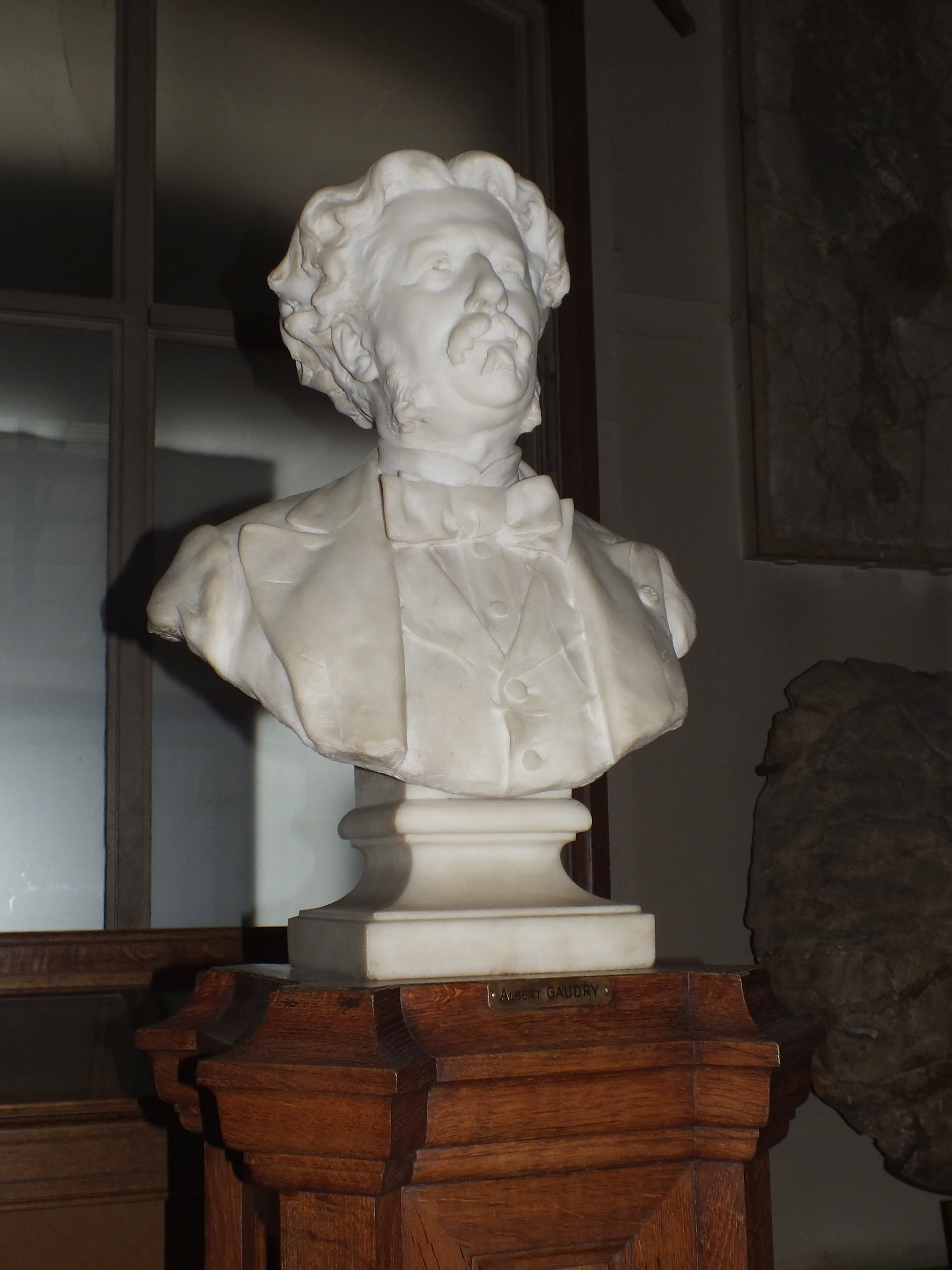
Busto di Gaudry presso il Museo di storia naturale di Francia

Insignito della Legione d'onore, dell'Ordine di Sant'Anna e dell'Ordine del Salvatore, socio dell'Accademia francese delle scienze, dell'Accademia Reale Svedese delle Scienze e dell'Accademia dei Lincei, Gaudry è stato tre volte presidente della Società Geologica di Francia e fregiato, nel 1884, della Medaglia Wollaston, il principale riconoscimento scientifico-geologico internazionale, conferito dalla Geological Society of London. Alcuni fossili, ad esempio delle specie estinte di Mesosaurus e Hainosaurus, portano il suo nome.
La sua corrispondenza scientifica, che è stata trovata ed acquistata nel 1982 in un mercatino dell'antiquariato, è conservata presso la biblioteca del Museo di storia naturale di Milano.